# Theridion hidalgo
Theridion hidalgo là một loài nhện trong họ Theridiidae.
Loài này thuộc chi Theridion. Theridion hidalgo được Herbert Walter Levi miêu tả năm 1957.